# 日本食品添加物協会
一般社団法人日本食品添加物協会（にほんしょくひんてんかぶつきょうかい、略称は日添協（にってんきょう）、英: Japan Food Additives Association、英文略称: JAFA）は、食品添加物の製造を行う企業の業界団体。1982年10月に、日本食品添加物団体連合会を母体にして発足した。

## 基礎情報
- 本部 - 103-0012 東京都中央区日本橋堀留町1-3-9
- 事業内容 - 会員企業に対し、食品添加物の製造・販売・使用に関する正しい知識の普及及び、一般消費者に対し、安全性・有用性についての理解を求める活動。

## 組織
5つの委員会と14の部会からなる。

### 委員会
総務、技術、広報、品質保証、安全性

### 部会
- 第1部会 - 甘味料
- 第2部会 - 着色料
- 第3部会 - 保存料・防黴剤等
- 第4部会 - 糊料、増粘安定剤
- 第5部会 - 酸化防止剤、ビタミン
- 第6部会 - ガムベース、光沢剤
- 第7部会 - 酵素

- 第8部会 - 酸味料、pH調整剤
- 第9部会 - 調味料等
- 第10部会 - 乳化剤
- 第11部会 - イーストフード、膨脹剤、鹹水
- 第12部会 - リン酸塩
- 第13部会 - 漂白剤・ミネラル・発色剤等の製造用剤
- 第14部会 - 香料等